# Daniel Agrobom
Daniel Vieira Ramos, mais conhecido como Daniel Agrobom (Uberlândia, 2 de julho de 1968), é casado com Yara Guerra, tem 3 filhos ( Daniel Jr, Natan Yuri e Luara), um empresário e político brasileiro, filiado ao Partido Liberal (PL). É proprietário do Agrobom Armazens Gerais Ltda (Agrobom), daí vem o seu nome com sede em Bom Jesus de Goiás. Foi prefeito da cidade de Bom Jesus de Goiás entre 2013 e 2020 pelo Partido Trabalhista Brasileiro (PTB). Nas eleições de 2022, foi eleito deputado federal por Goiás com 70.529 votos (2,05% dos válidos).